# Komponistenviertel (Bielefeld)

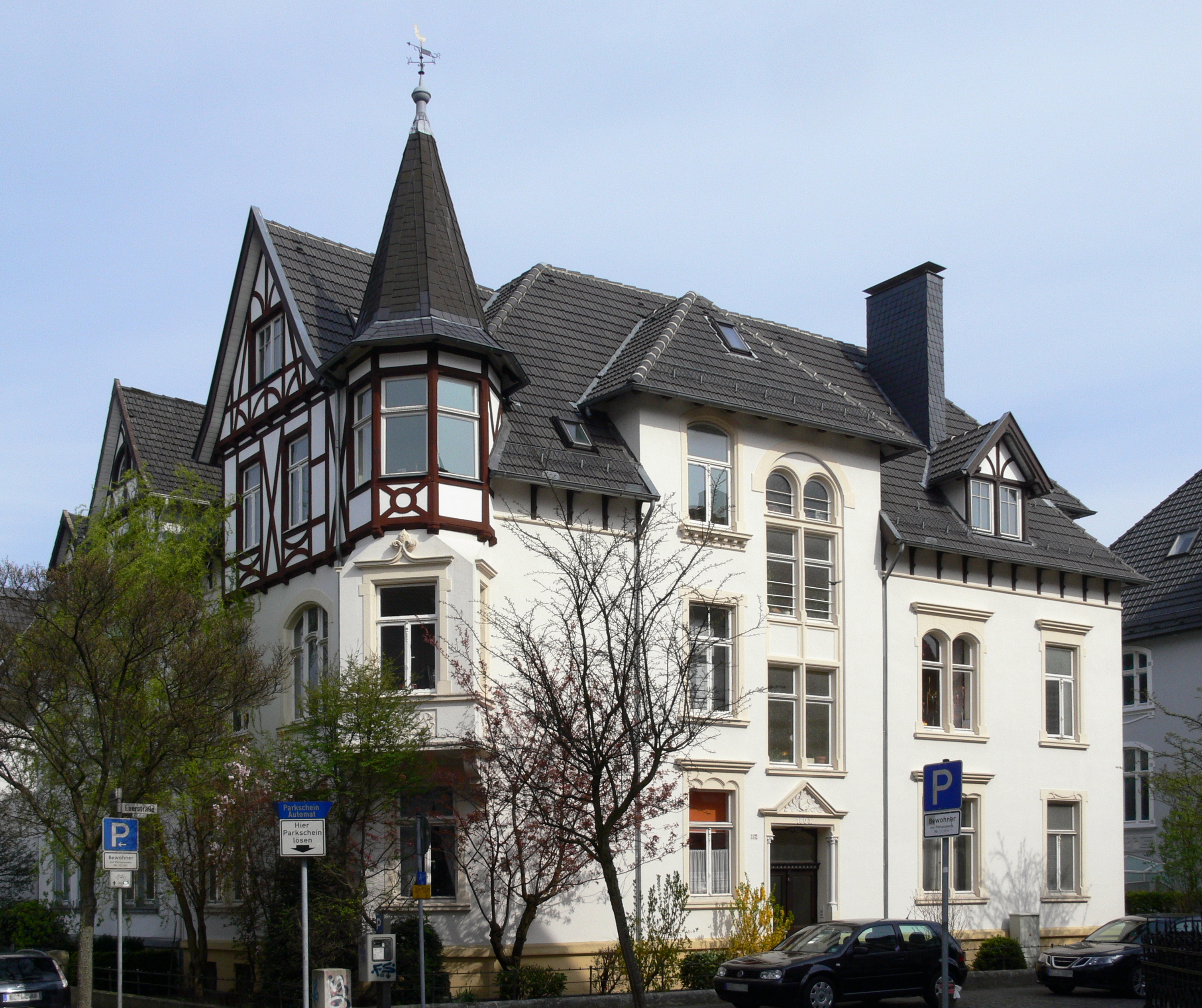
Sinnbild: Diese Stadtvilla steht im westlichen Siegfriedplatzviertel, sieht aber fast identisch mit einigen der Villen im Komponistenviertel aus.

Das Komponistenviertel ist ein Stadtviertel im äußersten Südosten des Bielefelder Stadtbezirks Mitte. Dieser ist weder politisch noch amtlich gegliedert, wird aber üblicherweise trotzdem in Stadtviertel unterteilt. Das Komponistenviertel ist hierbei ein Altbauviertel, welches langgestreckt parallel der nördlich begrenzenden Detmolder Straße verläuft und zwischen dieser und dem südlich gelegenen Teutoburger Wald mit der Sparrenburg liegt. Es befindet sich somit auf einem Berghang. Das Viertel zeichnet sich durch seine vielen Jahrhunderte alten Stadtvillen aus, welche teilweise mit Fachwerkgiebeln und runden Ecktürmen ausgestattet sind. Es deckt sich weitgehend mit dem Statistischen Bezirk „Brand's Busch“. Die Straßen wurden überwiegend nach bekannten Komponisten benannt.
Viele der Villen an der Detmolder Straße beherbergen heute Anwaltskanzleien.

## Geschichte
Das Komponistenviertel und seine Villen waren damals um einiges größer und besaßen imposante Vorgärten und Eingangsportale. Mit dem Bau und der Vergrößerung der Detmolder Straße zur vierspurigen Hauptverkehrsachse mussten allerdings viele Grundstücksteile weichen und diejenigen Villen, die im äußersten Norden des Viertels direkt an der Detmolder Straße stehen, mussten leider über die Jahrzehnte auch einiges ihrer Bausubstanz einbüßen. Geschwärzte Fassaden und Risse in den Mauern prägen das Bild dieser. Die restlichen Baudenkmäler im Viertel, welche nicht direkt an der Hauptstraße stehen, sind allerdings nicht hiervon betroffen. 
Über die letzten Jahre wurden die Bewohner der Häuser an der Detmolder Straße zunehmend unzufrieden und bezeichneten den Straßenzug als „hässlich, laut und gefährlich“. Die Straße ist von Leerständen und Abrissruinen geprägt und beherbergt sowohl eine StadtBahn-Strecke als auch vier Spuren für Autos.

## Lage
Das Viertel wird im Süden vom Gebirgszug des Teutoburger Waldes und im Norden von der Detmolder Straße begrenzt. Es liegt sehr lang gestreckt und erstreckt sich von Westen nach Osten von der Altstadt bis zu den Grenzen von Sieker, wo es von einem großen Plattenbaukomplex abgelöst wird.

## Verkehr
Die StadtBahn-Linie 2 (Altenhagen - Sieker) fährt hinter der Altstadt am Landgericht an deren Beginn auf die Detmolder Straße auf und setzt ihren Fahrtweg von da an bis zur Endhaltestelle komplett auf dieser fort. Dabei hält sie an den Haltestellen „August-Bebel-Straße“, „Teutoburger Straße“, „Mozartstraße“ und „Prießallee“, bis sie schließlich knapp hinter den Grenzen des Viertels ihre Endhaltestelle „Sieker“ im gleichnamigen Stadtteil erreicht.